# 田濤 (知縣)
田濤（？—？），四川華陽供事人，清朝政治人物。
咸豐七年六月，接替王雲鵬。擔任江蘇荆溪縣知縣。后由章乃登接任。